# Semiothisa ferruginata
Semiothisa ferruginata là một loài bướm đêm trong họ Geometridae.